# 1724
1724 (MDCCXXIV) var ett skottår som började en lördag i den gregorianska kalendern och ett skottår som började en onsdag i den julianska kalendern.

## Händelser

### Februari
- Februari – Det holsteinska partiet genomdriver ett försvarsförbund mellan Sverige och Ryssland på 12 år.

### Maj
- 29 maj – Sedan Innocentius XIII har avlidit den 7 mars väljs Pietro Francesco Orsini till påve och tar namnet Benedictus XIII.

### November
- 10 november – Det så kallade produktplakatet, en efterbildning av den engelska navigationsakten, utfärdas för att stimulera den svenska sjöfarten. Utländska fartyg får till Sverige enbart skeppa varor som har tillverkats i det egna landet eller dess kolonier. Alla andra produkter skall fraktas på svenska fartyg.[1]

### Okänt datum
- Jonas Alströmer erhåller privilegier på ett manufakturverk i Alingsås och börjar sin verksamhet, bestående av potatisodling och framställning av tobaksvaror.
- En lag om att varje stad måste anlägga tobaksplantage, för att motverka import, utfärdas. Det slår väl i södra Sverige.
- En ny svensk skolordning införs. Föräldrarna ansvarar nu för barnens svensk- och kristendomsundervisning. Om föräldrarna inte kan undervisa sina barn skall församlingens klockare eller skolmästare lära dem katekesen och att läsa. Denna skolordning innebär ett ökat statskyrkligt inflytande, men kommer, trots att den skulle vara tillfällig, att gälla fram till 1807.
- Ett konvojkommisariat bildas för att skydda svenska fartyg mot kaperier på Medelhavet, företagna av de så kallade Barbareskstaterna (nuvarande Marocko, Algeriet, Tunisien och Libyen).
- Porla brunn startar sin hälsoverksamhet.

## Födda
- 30 januari – Nils Adam Bielke, svenskt riksråd.
- 2 februari – Karl Vilhelm von Düben, svenskt riksråd samt kanslipresident 1788–1790.
- 27 mars – Jane Colden, amerikansk botaniker.
- 9 april – Barthold Rudolf Hast, finländsk läkare.
- 22 april – Immanuel Kant, tysk filosof.
- 10 juli – Eva Ekeblad, svensk kemist.
- 2 oktober – Gustaf Hjortberg, svensk präst, känd från den så kallade Hjortbergstavlan.
- 7 december – Louise av Storbritannien, drottning av Danmark och Norge 1746–1751, gift med Fredrik V.
- 12 december – Samuel Hood, brittisk viscount och amiral.
- Marie Anne Victoire Pigeon, fransk matematiker.

## Avlidna
- 7 mars – Innocentius XIII, född Michael Angelo Conti, påve sedan 1721.[2]
- 10 mars – Urban Hjärne, svensk läkare och naturforskare.
- 18 maj – Anne Julie de Melun, guvernant till Frankrikes barn.
- 29 oktober – William Wollaston, engelsk filosof.

### Fotnoter
1. ↑  Berättelser ur svenska historien (1885-1886) (läst 3 april 2011)
2. ↑  ”Roman Catholic Church” (på engelska). World Statesmen. http://www.worldstatesmen.org/Catholic.html. Läst 23 november 2012.